# Regulamento Sanitário Internacional

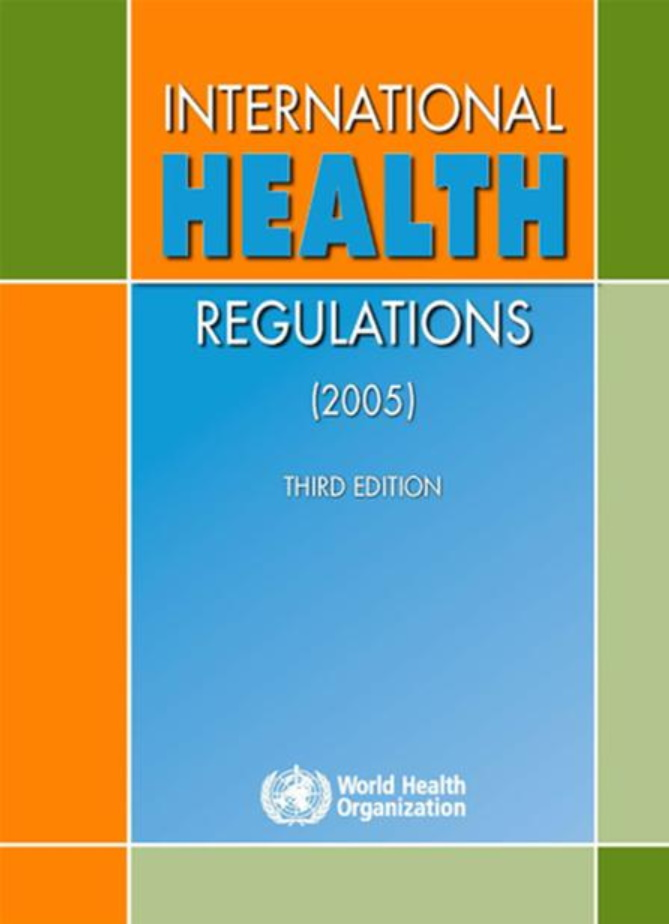
Versão do RSI aprovada em 2005 e atualmente em vigor

O Regulamento Sanitário Internacional (RSI) é um conjunto de regras juridicamente vinculativas que se aplicam apenas à Organização Mundial da Saúde (OMS). É o único tratado jurídico internacional que confere à OMS a responsabilidade de atuar como principal sistema global de vigilância.
Foi adotado pela primeira vez pela Assembleia Mundial da Saúde em 1969 e revisado pela última vez em 2005, ocasião em que se  ampliou o escopo do RSI para incluir doenças existentes, novas e reemergentes, inclusive emergências causadas por agentes não infecciosos.
O RSI é um instrumento que visa a colaboração internacional "para prevenir, proteger contra, controlar e fornecer uma resposta de saúde pública à propagação internacional de doenças de maneira proporcional e restrita aos riscos à saúde pública, evitando interferências desnecessárias no tráfego e comércio internacionais".